# Poelkapelle British Cemetery

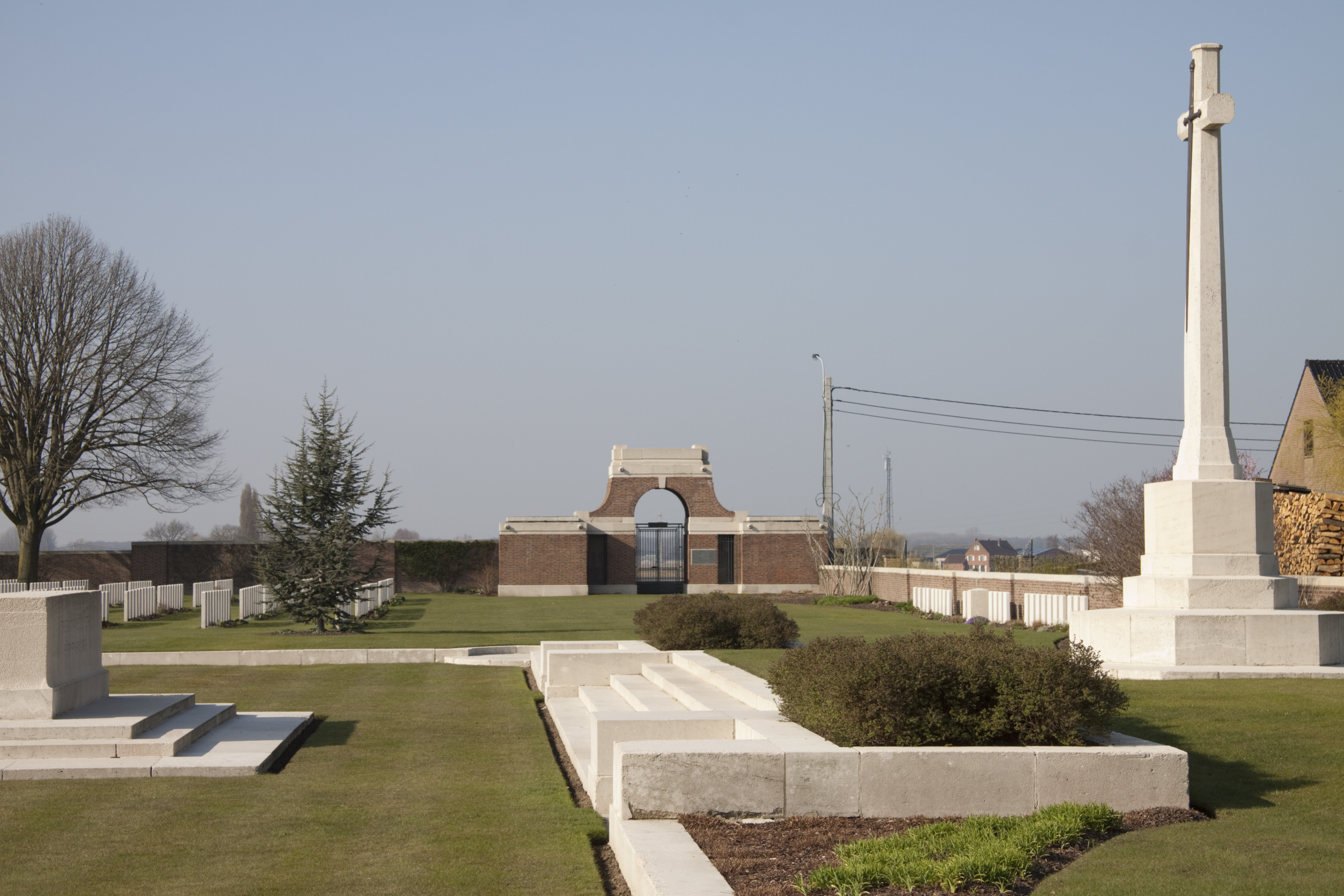
Der britische Soldatenfriedhof von Poelkapelle

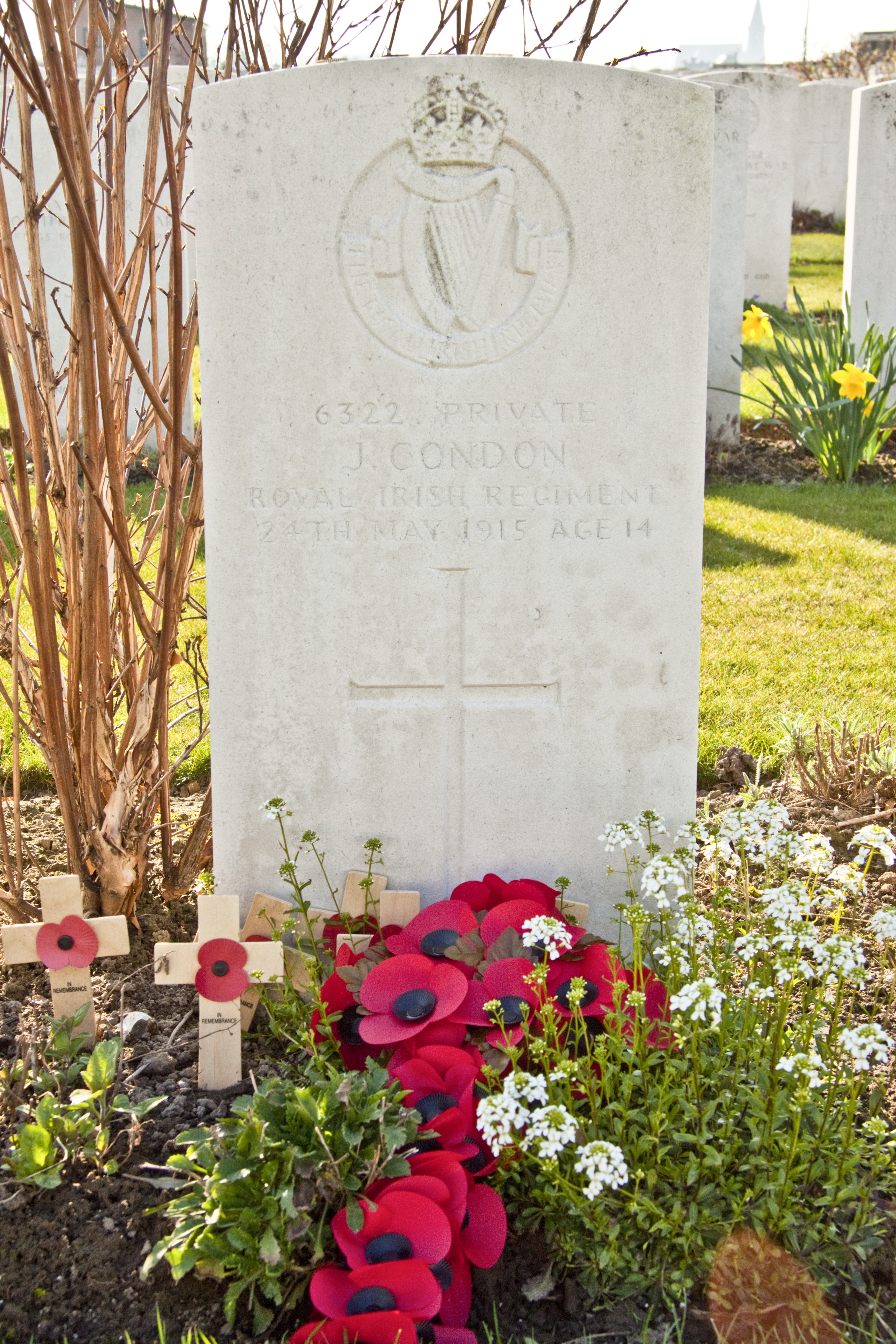
Grab von John Condon auf dem Soldatenfriedhof von Poelkappelle

Der Poelkapelle British Cemetery ist ein Soldatenfriedhof in der Nähe des Ortsteils Poelkapelle der belgischen Gemeinde Langemark-Poelkapelle.
Auf dem Friedhof liegen 7478 Soldaten der Truppen des britischen Commonwealth aus der Zeit des Ersten Weltkrieges. Ein Grab stammt aus der Zeit des Zweiten Weltkrieges. Von den dort bestatteten Toten sind nur 1249 namentlich bekannt. Die Toten wurden von verschiedenen Friedhöfen aus der Umgebung des Ortes nach dem Ende des Krieges auf dem Friedhof zusammengeführt. Die meisten Toten gehören Gefallenen aus den letzten fünf Monaten des Jahres 1917, doch es befinden sich auch eine Reihe von Gräbern aus den Jahren 1914 und 1915 auf dem Friedhof.
Auf dem Friedhof wird auf verschiedenen Gedenktafeln Gefallenen namentlich gedacht, von denen acht auf diesem Friedhof in allerdings unbekannten Gräbern bestattet sind und 24 Gefallenen, die von den Deutschen bestattet wurden und deren Gräber nicht gefunden wurden.
Der Friedhof wurde von Charles Holden entworfen.
Beachtenswert sind die Gräber von John Condon und Thomas Carthy. Beide waren Angehörige des 2. Battalion des Royal Irish Regiment und beide fielen am 24. Mai 1915. Condon ist der mit 14 Jahren jüngste Gefallene der Alliierten Truppen im Ersten Weltkrieg überhaupt, während Thomas Carthy mit 47 Jahren als der älteste Gefallene seines Regiments gilt. Condons Grab gilt als eines der meistbesuchten Gräber des Ersten Weltkrieges.